# 线叶铁角蕨
线叶铁角蕨（学名：Asplenium ensiforme f. stenophyllum）为铁角蕨科铁角蕨属铁角蕨下的一个变型。

## 扩展阅读
- 維基物種上的相關：线叶铁角蕨